# Наглядач (телесеріал)
«Наглядач» — це оригінальний серіал Netflix, створений Раяном Мерфі та Ієном Бреннаном. Прем'єра відбулася 13 жовтня 2022 року. Попри те, що серіал спочатку був задуманий як мінісеріал, у листопаді 2022 року шоу було продовжено на другий сезон.

## Опис
Серіал розповідає про реальну історію подружньої пари, яка після переїзду в будинок своєї мрії у Вестфілді, штат Нью-Джерсі, зазнає переслідувань через листи, підписані сталкером на ім'я Наглядач.

## Актори та персонажі

### Головні
- Боббі Каннавале — Дін Бреннок
- Наомі Воттс — Нора Бреннок[4]
- Нома Думезвені — Теодора
- Дженніфер Кулідж — Карен Калхун[5]
- Ізабель Гравітт — Еллі
- Генрі Гантер Голл — Дакота
- Міа Ферроу — Перл
- Сет Гейбл — Ендрю
- Крістофер Мак-Дональд — Детектив Чемберленд
- Террі Кінні — Джаспер
- Джо Мантелло — Джон Графф
- Річард Кінд — Мітч
- Марго Мартіндейл — Мо

## Український дубляж
- Андрій Твердак — Дін Бреннок
- Світлана Шекера — Нора Бреннок
- Ольга Радчук — Теодора
- Олена Узлюк — Карен
- Анастасія Павленко — Еллі
- В'ячеслав Скорик — Дакота
- Ніна Касторф — Перл
- Дмитро Терещук — Ендрю
- Михайло Кришталь — Детектив Чемберленд
- Роман Чорний — Наглядач
- Дмитро Вікулов — Джаспер
- Андрій Альохін — Джон Графф
- Михайло Войчук — Мітч
- Людмила Суслова — Теммі
- Аліса Балан — Роуз
- Ірина Дорошенко — Морін
- Дем'ян Шиян — Картер
- Наталія Надірадзе — Керол
- Олександр Шевчук — Джек
- А також: Аліна Проценко, В'ячеслав Дудко, Кристина Вижу, Марія Яценко, Віталій Ізмалков, Тимофій Марченко

Серіал дубльовано студією «Postmodern» на замовлення компанії «Netflix» у 2022 році.
- Режисер дубляжу — Людмила Петриченко
- Перекладач — Катерина Соснюк
- Спеціаліст з адаптації — Ганна Альзоба
- Звукорежисер — Андрій Славинський
- Звукорежисер перезапису — Олександр Мостовенко
- Менеджер проекту — Наталія Терещак

## Список серій
| № серії | Назва серії              | Режисер(и)     | Сценарист(и)                                     | Оригінальна дата виходу |
| ------- | ------------------------ | -------------- | ------------------------------------------------ | ----------------------- |
| 1       | «Ласкаво просимо, друзі» | Райан Мерфі    | Райан Мерфі та Ян Бреннан                        | 13 жовтня 2022          |
| 2       | «Кривава жертва»         | Періс Барклай  | Райан Мерфі та Ян Бреннан                        | 13 жовтня 2022          |
| 3       | «Сутінки богів»          | Райан Мерфі    | Райан Мерфі та Ян Бреннан                        | 13 жовтня 2022          |
| 4       | «Хтось наглядає за мною» | Періс Барклай  | Райан Мерфі та Ян Бреннан                        | 13 жовтня 2022          |
| 5       | «Бритва Оккама»          | Дженніфер Лінч | Райан Мерфі та Ян Бреннан                        | 13 жовтня 2022          |
| 6       | «Сутінки»                | Макс Вінклер   | Ян Бреннан і Рейлі Сміт                          | 13 жовтня 2022          |
| 7       | «Переслідування»         | Дженніфер Лінч | Ян Бреннан, Рейлі Сміт, Тодд Кубрак і Раян Мерфі | 13 жовтня 2022          |